# Nike Global Challenge
Nike Global Challenge – międzynarodowy turniej męskiej koszykówki młodzieżowej rozgrywany w Portlandzie, w okresie letnim, w latach 2007–2015, sponsorowany przez firmę Nike Inc. Mecze rozgrywano zazwyczaj w hali szkoły średniej Liberty HS, w Hillsboro (Oregon). Pierwsza edycja turnieju została rozegrana w 2007. W turnieju tym brali w przeszłości udział tacy koszykarze jak: Kyrie Irving, John Wall, DeMarcus Cousins, Andrew Wiggins, D’Angelo Russell, czy Anthony Davis. Zespoły składają się z koszykarzy szkół średnich z całego świata, którzy tworzą składy gwiazd danego kraju. USA wystawia do turnieju zazwyczaj kilka składów.
Pierwszy turnieju (2007) został rozegrany w hali Chiles Center należącej do University of Portland, w Oregonie. Rok później turnieju został przeniesiony do hali Liberty High School w Hillsboro, gdzie był rozgrywany do 2011. W 2012 został rozegrany w Waszyngtonie.
| Rok  | Data           | Zloto       | Srebro    | Brąz        | MVP                                                                      | Najwięcej punktów | Najwięcej zbiórek    | Najwięcej asyst           |
| ---- | -------------- | ----------- | --------- | ----------- | ------------------------------------------------------------------------ | ----------------- | -------------------- | ------------------------- |
| 2007 | 29-31 lipca    | bd          | bd        | bd          | Tyreke Evans, Greg Monroe                                                | Ruben Cotto       | Samardo Samuels      | Andres Torres             |
| 2008 | 8-10 sierpnia  | bd          | bd        | bd          | Nikola Marković, Abdul Gaddy, Avery Bradley                              | Raymond Cintron   | Aziz N’Diaye         | John Wall                 |
| 2009 | 7-9 sierpnia   | bd          | bd        | bd          | Kyrie Irving, Svetozar Stamenković, Tristan Thompson                     | Harrison Barnes   | Svetozar Stamenković | Myck Kabongo              |
| 2010 | 6-8 sierpnia   | bd          | bd        | bd          | Khem Birch, P.J. Hairston                                                | P.J. Hairston     | Khem Birch           | Kevin Pangos              |
| 2011 | 5-7 sierpnia   | USA Midwest | Kanada    | USA East    | Andrew Wiggins, Jabari Parker                                            | Omar Calhoun      | Jarnell Stokes       | L.J. Rose                 |
| 2012 | 13-15 lipca    | USA Midwest | Kanada    | USA East    | Andrew Wiggins, James Young, Trey Lyles                                  | Shang Gao         | Derek Reese          | Tomas Dimsa, Wesley Clark |
| 2013 | 18-20 lipca    | USA West    | USA South | USA Midwest | Stanley Johnson, D’Angelo Russell, Montaque Gill-Caesar, Christopher Egi | Reid Travis       | Cheikh Diallo        | Tyus Jones                |
| 2014 | 13-16 sierpnia | USA West    | USA East  | USA Midwest | Stephen Zimmerman, Shuai Yuan                                            | Shuai Yuan        | Tulio Da Silva       | De’Aaron Fox              |
| 2015 | 16-18 lipca    | USA South   | USA West  | USA Midwest | Malik Monk, Christian Popoola                                            | Myles Powell      | Jarred Vanderbilt    | Cassius Winston           |

## Uczestnicy turnieju, którzy dostali się do NBA
| Edycja | Zawodnicy |
| ------ | --- |
| 2007   | Isaiah Thomas, Kemba Walker, Tyreke Evans, Greg Monroe, Samardo Samuels, Iman Shumpert, Drew Gordon, Daniel Orton, Jordan Hamilton, Scotty Hopson |
| 2008   | Avery Bradley, Mindaugas Kuzminskas, John Wall, Harrison Barnes, DeMarcus Cousins, John Henson, Jordan Hamilton, Kendall Marshall, Daniel Orton, Michael Kidd-Gilchrist |
| 2009   | Kendall Marshall, Josh Selby, Kyrie Irving, Tristan Thompson, Gorgui Dieng, Harrison Barnes, Will Barton, Phil Pressey, Terrence Jones, Quincy Miller, Perry Jones III, Ray McCallum, Austin Rivers |
| 2010   | Nick Johnson, James McAdoo, Adonis Thomas, Khem Birch, P.J. Hairston, Lucas Nogueira, Kyle Wiltjer, Bradley Beal, Rakeem Christmas, Kentavious Caldwell-Pope, Johnny O’Bryant III, Anthony Bennett, Sim Bhullar |
| 2011   | Jabari Parker, Archie Goodwin, Aaron Gordon, Andrew Wiggins, Anthony Bennett, Maxi Kleber, Cristiano Felício, Jarnell Stokes, Gary Harris, Sim Bhullar, Tyler Ennis, Jerami Grant, Julius Randle, Alex Poythress, Nerlens Noel, Terry Rozier, Naz Mitrou-Long, Brice Johnson, Rodney Purvis, Xavier Rathan-Mayes, Dennis Schröder, Ricky Ledo |
| 2012   | James Young, Theo Pinson, Troy Williams, Sindarius Thornwell, Bobby Portis, Andrew Wiggins, Trey Lyles, Rondae Hollis-Jefferson, Xavier Rathan-Mayes, Justin Jackson, Billy Garrett, Wayne Selden |
| 2013   | Stanley Johnson, D’Angelo Russell, Justin Jackson, Tyus Jones, Chris McCullough, Kelly Oubre, Theo Pinson, Ivan Rabb, Grayson Allen, Jamal Murray, Bonzie Colson, Rashad Vaughn, Daniel Hamilton, Isaiah Briscoe, Emmanuel Mudiay, Ángel Delgado, Cliff Alexander, Jahlil Okafor, Tyler Ulis, Justise Winslow, Edmond Sumner, Dillon Brooks   |
| 2014   | Chimezie Metu, Jalen Brunson, Jaylen Brown, Malik Monk, Edrice Adebayo, Stephen Zimmerman, De’Aaron Fox, Omari Spellman, Malachi Richardson, Chimezie Metu, Malik Beasley, Allonzo Trier, Donovan Mitchell, Tony Bradley, Aaron Holiday, Antonio Blakeney, Luke Kennard, Tyler Davis                                                          |
| 2015   | Trae Young, Josh Okogie, Miles Bridges, Malik Monk, Gary Trent Jr., Jarred Vanderbilt, Troy Brown, Ike Anigbogu, Lonnie Walker, P.J. Washington, Wendell Carter |